# Saint-Aubin-des-Coudrais
Saint-Aubin-des-Coudrais település Franciaországban, Sarthe megyében. Lakosainak száma 916 fő (2022. január 1.). Saint-Aubin-des-Coudrais Dehault, Saint-Georges-du-Rosay, La Bosse, Saint-Martin-des-Monts és La Ferté-Bernard községekkel határos.

## Népesség
A település népessége az elmúlt években az alábbi módon változott:
| Lakosok száma | 936  | 918  | 935  | 926  | 919  | 912  | 913  | 913  | 916  |
|               | 2013 | 2015 | 2016 | 2017 | 2018 | 2019 | 2020 | 2021 | 2022 |